# World Slavery Tour
World Slavery Tour fue un tour realizado por la banda de Heavy metal, Iron Maiden. Promocionando su quinto álbum, Powerslave, a partir de Varsovia, Polonia el 9 de agosto de 1984 y termina en Irvine Meadows Amphitheatre en Irvine, California, el 5 de julio de 1985. La gira fue notoria por ser la más ardua hasta la fecha; a pesar de que tuvo mucho éxito, los integrantes de la banda quedaron agotados en la fecha final en 1985 y tomaron un descanso durante todo el resto del año antes de empezar a trabajar en Somewhere in Time, en 1986. El vocalista de la banda, Bruce Dickinson, desde entonces ha explicado que "nunca pensé que iba a terminar... empecé a sentir como si yo fuera una pieza de maquinaria, como si yo fuera parte del equipo de iluminación". La gira duró 331 días, durante el cual la banda realizó 190 conciertos
El tour fue extremadamente notable por el uso de accesorios, tales como los sarcófagos de 30 pies de Eddie (la mascota de la banda) momificado, la extensa pirotecnia y la visita, por primera vez, de los países del bloque comunista. Steve Harris se refiere al tour como "probablemente la mejor etapa que hemos mostrado alguna vez" y Dickinson comentó que, "Se podía tocar en pequeños teatros, o grandes estadios, y siempre sería fantástico ". En el tour de 2008-2009, Somewhere Back In Time World Tour, contó con un escenario que en gran medida emulado el al tour World Slavery Tour.
El primer álbum en vivo de larga duración de Iron Maiden Live After Death fue grabado durante esta gira, durante cuatro shows de la banda en Hammersmith Odeon de Londres en octubre de 1984 y muestra cuatro shows en Long Beach Arena de Long Beach, California en marzo de 1985. Un video titulado Behind the Iron Curtain documentó los primeros shows de la banda en Polonia, Hungría y Yugoslavia en agosto de 1984, y se considera como el primer acto de rock con un espectáculo completo en el Bloque del Este.

## Conciertos
| Fecha                    | Ciudad                   | País           | Lugar                                     |
| Europa                   | Europa                   | Europa         | Europa                                    |
| ------------------------ | ------------------------ | -------------- | ----------------------------------------- |
| 9 de agosto de 1984      | Varsovia                 | Polonia        | Torwar Hall                               |
| 10 de agosto de 1984     | Lodz                     | Polonia        | Sporthall Aleja Politechniki              |
| 11 de agosto de 1984     | Poznan                   | Polonia        | Hala Arena                                |
| 12 de agosto de 1984     | Breslavia                | Polonia        | La gente Salón                            |
| 14 de agosto de 1984     | Katowice                 | Polonia        | Sporthall Makoszowy                       |
| 16 de agosto de 1984     | Viena                    | Austria        | Aichfeldhalle Sportzentrum                |
| 17 de agosto de 1984     | Budapest                 | Hungría        | Budapest Sports Hall                      |
| 18 de agosto de 1984     | Belgrado                 | Yugoslavia     | Sajam Centro de Exposiciones              |
| 19 de agosto de 1984     | Liubliana                | Yugoslavia     | Tivoli Hall                               |
| 20 de agosto de 1984     | Sofia                    | Bulgaria       | Lokomotiv Stadium                         |
| 21 de agosto de 1984     | Pordenone                | Italia         | Parcogalavani                             |
| 22 de agosto de 1984     | Pietra Ligure            | Italia         | Football Club Estadio                     |
| 25 de agosto de 1984     | Annecy                   | Francia        | Parc des Expositions                      |
| 26 de agosto de 1984     | Palavas                  | Francia        | Arennes de Palavas                        |
| 29 de agosto de 1984     | San Sebastián            | España         | Pabellón de los Deportes                  |
| 31 de agosto de 1984     | Porto                    | Portugal       | Pavilhão Infante de Sagres                |
| 1 de septiembre de 1984  | Cascais                  | Portugal       | Pabellón Dramático                        |
| 3 de septiembre de 1984  | Madrid                   | España         | Estadio Romano Valero                     |
| 5 de septiembre de 1984  | Barcelona                | España         | Palau dels Esports de Barcelona           |
| 7 de septiembre de 1984  | Toulouse                 | Francia        | Palacio de los Deportes                   |
| 8 de septiembre de 1984  | Burdeos                  | Francia        | Palacio de los Deportes                   |
| 11 de septiembre de 1984 | Glasgow                  | Escocia        | El Apollo                                 |
| 12 de septiembre de 1984 | Aberdeen                 | Escocia        | Teatro Capitol                            |
| 13 de septiembre de 1984 | Edimburgo                | Escocia        | Edinburgh Playhouse                       |
| 15 de septiembre de 1984 | Newcastle                | Inglaterra     | Newcastle City Hall                       |
| 16 de septiembre de 1984 | Newcastle                | Inglaterra     | Newcastle City Hall                       |
| 17 de septiembre de 1984 | Sheffield                | Inglaterra     | Sheffield City Hall                       |
| 18 de septiembre de 1984 | Ipswich                  | Inglaterra     | Teatro Gaumont                            |
| 20 de septiembre de 1984 | Leicester                | Inglaterra     | De Monfort Hall                           |
| 21 de septiembre de 1984 | Oxford                   | Inglaterra     | Apollo Theatre                            |
| 22 de septiembre de 1984 | San Austell              | Inglaterra     | Cornwall Coliseum                         |
| 23 de septiembre de 1984 | Bristol                  | Inglaterra     | Bristol Hippodrome                        |
| 25 de septiembre de 1984 | Mánchester               | Inglaterra     | Manchester Apollo                         |
| 26 de septiembre de 1984 | Mánchester               | Inglaterra     | Manchester Apollo                         |
| 27 de septiembre de 1984 | Hanley                   | Inglaterra     | Victoria Hall                             |
| 29 de septiembre de 1984 | Nottingham               | Inglaterra     | Royal Concert Hall                        |
| 30 de septiembre de 1984 | Cardiff                  | Gales          | San David Hall                            |
| 2 de octubre de 1984     | Birmingham               | Inglaterra     | Birmingham Odeon                          |
| 3 de octubre de 1984     | Birmingham               | Inglaterra     | Birmingham Odeon                          |
| 5 de octubre de 1984     | Southampton              | Inglaterra     | Mayflower Theatre                         |
| 7 de octubre de 1984     | Cardiff                  | Gales          | St David Hall                             |
| 8 de octubre de 1984     | Londres                  | Inglaterra     | Hammersmith Odeon                         |
| 9 de octubre de 1984     | Londres                  | Inglaterra     | Hammersmith Odeon                         |
| 10 de octubre de 1984    | Londres                  | Inglaterra     | Hammersmith Odeon                         |
| 12 de octubre de 1984    | Londres                  | Inglaterra     | Hammersmith Odeon                         |
| 15 de octubre de 1984    | Colonia                  | Alemania       | Sporthalle                                |
| 16 de octubre de 1984    | Böblingen                | Alemania       | Sporthalle                                |
| 17 de octubre de 1984    | Heidelberg               | Alemania       | Rhein-Neckar Halle                        |
| 19 de octubre de 1984    | Würzburg                 | Alemania       | Carl Diem Halle                           |
| 20 de octubre de 1984    | Bruselas                 | Bélgica        | Bosque Nacional                           |
| 21 de octubre de 1984    | Nancy                    | Francia        | Parc des Expositions                      |
| 23 de octubre de 1984    | Freiburg                 | Alemania       | Stadthalle                                |
| 24 de octubre de 1984    | Múnich                   | Alemania       | Olympiahalle                              |
| 26 de octubre de 1984    | Essen                    | Alemania       | Grugahalle                                |
| 27 de octubre de 1984    | Bremen                   | Alemania       | Stadthalle                                |
| 28 de octubre de 1984    | Zwolle                   | Países Bajos   | IJsselhallen                              |
| 29 de octubre de 1984    | París                    | Francia        | Espace Balard                             |
| 1 de noviembre de 1984   | Copenhague               | Dinamarca      | Brøndby Hall                              |
| 2 de noviembre de 1984   | Estocolmo                | Suecia         | Isstadion                                 |
| 3 de noviembre de 1984   | Gotemburgo               | Suecia         | Scandinavium                              |
| 5 de noviembre de 1984   | Helsinki                 | Finlandia      | Helsinki Ice Hall                         |
| 8 de noviembre de 1984   | Russelsheim              | Alemania       | Walter Koebel Halle                       |
| 9 de noviembre de 1984   | Núremberg                | Alemania       | Hammerleinhalle                           |
| 11 de noviembre de 1984  | Bolonia                  | Italia         | Teatro Tenda                              |
| 12 de noviembre de 1984  | Milán                    | Italia         | Teatro Tenda                              |
| 13 de noviembre de 1984  | Lyon                     | Francia        | Halle Tony Garnier                        |
| 14 de noviembre de 1984  | Basilea                  | Suiza          | San Jakob Sporthalle                      |
| América del Norte        |                          |                |                                           |
| 24 de noviembre de 1984  | Halifax                  | Canadá         | Halifax Metro Centre                      |
| 26 de noviembre de 1984  | Quebec                   | Canadá         | Colisée Pepsi                             |
| 27 de noviembre de 1984  | Montreal                 | Canadá         | foro de Montreal                          |
| 28 de noviembre de 1984  | Ottawa                   | Canadá         | Ottawa Centro Cívico                      |
| 30 de noviembre de 1984  | Toronto                  | Canadá         | Maple Leaf Gardens                        |
| 1 de diciembre de 1984   | Sudbury                  | Canadá         | Sudbury Arena                             |
| 3 de diciembre de 1984   | Winnipeg                 | Canadá         | Winnipeg Arena                            |
| 4 de diciembre de 1984   | Regina                   | Canadá         | Agri Dome                                 |
| 6 de diciembre de 1984   | Edmonton                 | Canadá         | Northlands Coliseum                       |
| 7 de diciembre de 1984   | Calgary                  | Canadá         | Stampede Corral                           |
| 9 de diciembre de 1984   | Vancouver                | Canadá         | PNE Coliseum                              |
| 10 de diciembre de 1984  | Seattle                  | Estados Unidos | Seattle Coliseum                          |
| 11 de diciembre de 1984  | Portland                 | Estados Unidos | Portland Coliseum                         |
| 13 de diciembre de 1984  | Salt Lake City           | Estados Unidos | Salt Palace                               |
| 15 de diciembre de 1984  | Denver                   | Estados Unidos | McNichols Sports Arena                    |
| 17 de diciembre de 1984  | Kansas City              | Estados Unidos | Kemper Arena                              |
| 18 de diciembre de 1984  | San Luis                 | Estados Unidos | Auditorio Kiel                            |
| 19 de diciembre de 1984  | Milwaukee                | Estados Unidos | MECCA Arena                               |
| 20 de diciembre de 1984  | Mineápolis               | Estados Unidos | Met Center                                |
| 21 de diciembre de 1984  | Rosemont                 | Estados Unidos | Rosemont Horizon                          |
| 3 de enero de 1985       | Cincinnati               | Estados Unidos | Jardines de Cincinnati                    |
| 4 de enero de 1985       | Detroit                  | Estados Unidos | Joe Louis Arena                           |
| 5 de enero de 1985       | Columbus                 | Estados Unidos | Battelle Hall                             |
| 6 de enero de 1985       | Richfield                | Estados Unidos | Richfield Coliseum                        |
| 7 de enero de 1985       | Buffalo                  | Estados Unidos | Buffalo Memorial Auditorium               |
| América del Sur          |                          |                |                                           |
| 11 de enero de 1985      | Río de Janeiro           | Brasil         | Rock in Rio                               |
| América del Norte        |                          |                |                                           |
| 14 de enero de 1985      | Hartford                 | Estados Unidos | Hartford Civic Center                     |
| 15 de enero de 1985      | Worcester                | Estados Unidos | Worcester Centrum                         |
| 17 de enero de 1985      | Nueva York               | Estados Unidos | Radio City Music Hall                     |
| 18 de enero de 1985      | Nueva York               | Estados Unidos | Radio City Music Hall                     |
| 19 de enero de 1985      | Nueva York               | Estados Unidos | Radio City Music Hall                     |
| 20 de enero de 1985      | Nueva York               | Estados Unidos | Radio City Music Hall                     |
| 21 de enero de 1985      | Nueva York               | Estados Unidos | Radio City Music Hall                     |
| 23 de enero de 1985      | Nueva York               | Estados Unidos | Radio City Music Hall (Cancelado)         |
| 24 de enero de 1985      | Nueva York               | Estados Unidos | Radio City Music Hall (Cancelado)         |
| 25 de enero de 1985      | Belén                    | Estados Unidos | Stabler Arena (Cancelado)                 |
| 28 de enero de 1985      | Landover                 | Estados Unidos | Centro de Capital                         |
| 29 de enero de 1985      | Filadelfia (Pensilvania) | Estados Unidos | El Espectro]]                             |
| 31 de enero de 1985      | Colombia                 | Estados Unidos | Carolina del Coliseo                      |
| 1 de febrero de 1985     | Johnson City             | Estados Unidos | Freedom Hall Civic Center                 |
| 2 de febrero de 1985     | Atlanta                  | Estados Unidos | El Omni                                   |
| 3 de febrero de 1985     | Memphis                  | Estados Unidos | Mid-South Coliseum                        |
| 5 de febrero de 1985     | Nashville                | Estados Unidos | Auditorio Municipal de Nashville          |
| 6 de febrero de 1985     | Knoxville                | Estados Unidos | James White Civic Coliseum                |
| 8 de febrero de 1985     | Charlotte                | Estados Unidos | Charlotte Coliseum                        |
| 9 de febrero de 1985     | Greensboro               | Estados Unidos | Greensboro Coliseum                       |
| 10 de febrero de 1985    | Greenville               | Estados Unidos | Greenville Memorial Auditorium            |
| 12 de febrero de 1985    | Jacksonville             | Estados Unidos | Jacksonville Memorial Coliseum            |
| 14 de febrero de 1985    | North Fort Myers         | Estados Unidos | Condado de Lee Civic Center               |
| 15 de febrero de 1985    | Pembroke Pines           | Estados Unidos | Hollywood Sportatorium                    |
| 16 de febrero de 1985    | Lakeland                 | Estados Unidos | Lakeland Civic Center                     |
| 17 de febrero de 1985    | St. Petersburg           | Estados Unidos | Bayfront Arena                            |
| 19 de febrero de 1985    | Chattanooga              | Estados Unidos | UTC Arena                                 |
| 20 de febrero de 1985    | Birmingham               | Estados Unidos | Auditorio Boutwell                        |
| 21 de febrero de 1985    | Huntsville               | Estados Unidos | Von Braun Civic Center                    |
| 23 de febrero de 1985    | Beaumont                 | Estados Unidos | Centro Cívico de Beaumont                 |
| 24 de febrero de 1985    | Biloxi                   | Estados Unidos | Mississippi Coast Coliseum                |
| 27 de febrero de 1985    | Nueva Orleans            | Estados Unidos | Lakefront Arena                           |
| 28 de febrero de 1985    | Houston                  | Estados Unidos | La Cumbre                                 |
| 1 de marzo de 1985       | Waco                     | Estados Unidos | Centro de Convenciones de Waco            |
| 2 de marzo de 1985       | Oklahoma City            | Estados Unidos | Centro Myriad Convención                  |
| 4 de marzo de 1985       | Dallas                   | Estados Unidos | Reunion Arena                             |
| 5 de marzo de 1985       | San Antonio              | Estados Unidos | San Antonio Convention Center             |
| 7 de marzo de 1985       | Lubbock                  | Estados Unidos | City Bank Coliseum                        |
| 8 de marzo de 1985       | El Paso                  | Estados Unidos | El Paso County Coliseum                   |
| 9 de marzo de 1985       | Albuquerque              | Estados Unidos | Tingley Coliseum                          |
| 10 de marzo de 1985      | Tucson                   | Estados Unidos | Tucson Convention Center                  |
| 14 de marzo de 1985      | Long Beach               | Estados Unidos | Arena Long Beach                          |
| 15 de marzo de 1985      | Long Beach               | Estados Unidos | Arena Long Beach                          |
| 16 de marzo de 1985      | Long Beach               | Estados Unidos | Arena Long Beach                          |
| 17 de marzo de 1985      | Long Beach               | Estados Unidos | Arena Long Beach                          |
| 19 de marzo de 1985      | Reno                     | Estados Unidos | Lawlor Events Center                      |
| 20 de marzo de 1985      | Fresno                   | Estados Unidos | Selland Arena                             |
| 21 de marzo de 1985      | Daly City                | Estados Unidos | Cow Palace                                |
| 23 de marzo de 1985      | San Diego                | Estados Unidos | San Diego Sports Arena                    |
| 24 de marzo de 1985      | Tempe                    | Estados Unidos | Compton Terrace                           |
| 25 de marzo de 1985      | Paradise                 | Estados Unidos | Thomas & Mack Center                      |
| 26 de marzo de 1985      | San Bernardino           | Estados Unidos | Orange Pavilion                           |
| 31 de marzo de 1985      | Honolulu                 | Estados Unidos | Neal S. Blaisdell Center                  |
| Asia                     |                          |                |                                           |
| 14 de abril de 1985      | Tokio                    | Japón          | Nakano Sun Plaza                          |
| 15 de abril de 1985      | Tokio                    | Japón          | Nakano Sun Plaza                          |
| 17 de abril de 1985      | Tokio                    | Japón          | Tokyo Kosei Nenkin Kaikan                 |
| 19 de abril de 1985      | Tokio                    | Japón          | Tokyo Kosei Nenkin Kaikan                 |
| 20 de abril de 1985      | Nagoya                   | Japón          | Nagoya Cívico Salón de la Asamblea        |
| 22 de abril de 1985      | Fukuoka                  | Japón          | Sun Palace                                |
| 24 de abril de 1985      | Osaka                    | Japón          | Festival Hall                             |
| 25 de abril de 1985      | Tokio                    | Japón          | Nakano Sun Plaza                          |
| Oceanía                  |                          |                |                                           |
| 2 de mayo de 1985        | Canberra                 | Australia      | Civic Theatre                             |
| 3 de mayo de 1985        | Melbourne                | Australia      | Festival Hall                             |
| 4 de mayo de 1985        | Adelaida                 | Australia      | Thebarton Teatro                          |
| 6 de mayo de 1985        | Wollongong               | Australia      | Shellharbour Trabajadores del Club        |
| 7 de mayo de 1985        | Sídney                   | Australia      | Hordern Pavilion                          |
| 8 de mayo de 1985        | Newcastle                | Australia      | Newcastle Civic Theatre                   |
| 10 de mayo de 1985       | Brisbane                 | Australia      | Brisbane Festival Hall                    |
| América del Norte        |                          |                |                                           |
| 23 de mayo de 1985       | Portland                 | Estados Unidos | Condado de Cumberland Civic Center        |
| 24 de mayo de 1985       | Uniondale                | Estados Unidos | Nassau Coliseum                           |
| 25 de mayo de 1985       | Binghamton               | Estados Unidos | Condado de Broome Veterans Memorial Arena |
| 27 de mayo de 1985       | Rochester                | Estados Unidos | Rochester Community Memorial de la Guerra |
| 28 de mayo de 1985       | Glens Falls              | Estados Unidos | Glens Falls Civic Center                  |
| 29 de mayo de 1985       | Springfield              | Estados Unidos | Springfield Civic Center                  |
| 31 de mayo de 1985       | New Haven                | Estados Unidos | New Haven Coliseum                        |
| 1 de junio de 1985       | Allentown                | Estados Unidos | Gran Allentown Fair                       |
| 2 de junio de 1985       | Providence               | Estados Unidos | Providence Civic Center                   |
| 4 de junio de 1985       | Colombia                 | Estados Unidos | Merriweather Post Pavilion                |
| 5 de junio de 1985       | Pittsburgh               | Estados Unidos | Civic Arena                               |
| 7 de junio de 1985       | Trotwood                 | Estados Unidos | Hara Arena                                |
| 8 de junio de 1985       | Evansville               | Estados Unidos | Mesker Anfiteatro                         |
| 9 de junio de 1985       | East Troy                | Estados Unidos | Alpine Valley Music Theatre               |
| 11 de junio de 1985      | Toledo                   | Estados Unidos | Toledo Sports Arena                       |
| 12 de junio de 1985      | Clarkston                | Estados Unidos | Música Pine Knob Teatro                   |
| 14 de junio de 1985      | Saginaw                  | Estados Unidos | Wendler Arena                             |
| 15 de junio de 1985      | Charlevoix               | Estados Unidos | Castillo Granjas                          |
| 16 de junio de 1985      | Hoffman Estates          | Estados Unidos | Poplar Creek Music Theater                |
| 18 de junio de 1985      | Peoria                   | Estados Unidos | Peoria Civic Center                       |
| 19 de junio de 1985      | Cedar Rapids             | Estados Unidos | Cinco Estaciones Centro                   |
| 21 de junio de 1985      | Madison                  | Estados Unidos | Dane County Coliseum                      |
| 22 de junio de 1985      | Seymour                  | Estados Unidos | Outagamie County Fairgrounds              |
| 23 de junio de 1985      | Minneapolis              | Estados Unidos | Trucha Aire Anfiteatro                    |
| 24 de junio de 1985      | Fargo                    | Estados Unidos | Red River Fairgrounds                     |
| 26 de junio de 1985      | Des Moines               | Estados Unidos | Veteranos Memorial Auditorium             |
| 27 de junio de 1985      | Omaha                    | Estados Unidos | Omaha Civic Auditorium                    |
| 29 de junio de 1985      | Morrison                 | Estados Unidos | Red Rocks Amphitheatre                    |
| 3 de julio de 1985       | San José                 | Estados Unidos | San Jose Civic Auditorium                 |
| 4 de julio de 1985       | Sacramento               | Estados Unidos | California Exposición y Feria del Estado  |
| 5 de julio de 1985       | Irvine                   | Estados Unidos | Irvine Meadows Amphitheatre               |

## Setlist
1. Introducción - Discurso de Churchill
2. "Aces High"  (de Powerslave, 1984)
3. "2 Minutes to Midnight"  (de Powerslave, 1984)
4. "The Trooper"  (de Piece of Mind, 1983)
5. "Revelations"  (de Piece of Mind, 1983)
6. "Flight of Icarus"  (de Piece of Mind, 1983)
7. "Rime of the Ancient Mariner"  (de Powerslave, 1984)
8. "Powerslave"  (de Powerslave, 1984)
9. "The Number of the Beast"  (de The Number of the Beast, 1982)
10. "Hallowed Be Thy Name"  (de The Number of the Beast, 1982)
11. "Iron Maiden"  (de Iron Maiden), 1980)
12. "Run to the Hills"  (de The Number of the Beast, 1982)
13. "Running Free"  (de Iron Maiden), 1980)
14. "Sanctuary"  (de Iron Maiden), 1980)

Notas:
- En el tour de Europa, en 1984, así como las fechas determinadas en el tour americano (sobre todo las fechas en el Radio City Music Hall de Nueva York) se jugó una canción adicional por lo general entre "Revelations" y "Flight of Icarus". Entre las canciones que fueron realizadas: Wrathchild, Murders in the Rue Morgue, Phantom of the Opera, Children of the Damned o Die With Your Boots On.
- El tramo europeo de la gira también se vio tocar a la banda "Los'fer Words", que fue abandonado antes de que el tramo estadounidense del tour.
- "22 Acacia Avenue" se jugó desde el principio en la parte europea, pero se eliminaron antes del tour americano de la gira.
- Dave Murray también se realizará un solo de guitarra inmediatamente después de "Powerslave".